# Ponhea Yat
Chao Ponhea Yat (1421 - 1462) là một trong những vị vua của Đế quốc Khmer.
Ông là con trai của Srey Soriyovong II và đã lên ngôi vua năm 1431. Năm đó ông bị buộc phải chạy khỏi Angkor Thom khi quân Xiêm chiếm được nó, và ông đã đóng tại Thành Tuol Basan (ngày nay là Srey Santhor), sau đó do thành này bị ngập lụt, ông đã chuyển đến Chaktomuk (ngày nay là một phần của Phnôm Pênh).
Ở Phnôm Pênh, vị vua này đã ra lệnh đắp đất để chống lụt và xây một cung điện.
Trong thời kỳ trị vì của mình, ông cũng cho xây ngôi chùa xung quanh thành phố và tro của ông đã được chứa trong một stupa phía sau Wat Phnom.
King Ponhea Yat băng hà, con trai cả là Neareay Reachea lên kế vương vị và trị vì cho đến năm 1467 và sau đó con trai thứ hai của Ponhea Yat là Stey Reachea kế vị ngôi của Neareay Reachea.